# Marella Discovery 2
Le Marella Discovery 2 est un navire de croisière de classe Vision construit en 1995 (sous le nom de Legend of the Seas) par les Chantiers de l'Atlantique à Saint-Nazaire pour le compte de la Royal Caribbean Cruise Line (RCCL) sous pavillon libérien. Il navigue aujourd'hui sous pavillon des Bahamas.
Son sister-ship est le Marella Discovery.
Vendu au groupe TUI, pour le compte de Thompson Cruises le 2 juin 2016 (Marella Cruises), il est en service sous le nom de Tui Discovery 2 (Marella Discovery 2). Son sister-ship, le Splendour of the Seas fut aussi vendu à la même compagnie.

## Caractéristiques
- 1 stabilisateur anti-roulis à 2 ailerons repliables.
- 902 cabines : 575 externes et 327 internes.
- 1 restaurant (1 100 places), 1 salon-salle de spectacles (850 places), 1 grand-salon (600 places), 2 bars-buffets (350 places chacun), 1 bar-club (120 places), 1 casino (250 places), 1 centre de conférences (100 places), 1 salon panoramique (200 places), 2 piscines.

## Anecdote
Le Marella Discovery 2 apparaît dans le film Apart Together, amarré à la rive gauche du Huangpu à Shanghai (vers la fin du film).